# Changheba-Talsperre
Die Changheba-Talsperre (chinesisch 长河坝水电站, Pinyin Chánghébà shuǐdiànzhàn) ist eine in Bau befindliche Talsperre mit einem Wasserkraftwerk am Dadu He in der Volksrepublik China. Das Bauwerk ist ein 240 m hoher CFR-Damm in Kangding in der Provinz Sichuan. 
Die Bauarbeiten begannen 2006, offiziell bestätigt wurde das Projekt im Dezember 2010. Die vier 650-MW-Generatoren des Wasserkraftwerks, angetrieben durch Francis-Turbinen, die von Voith geliefert werden, sollen 2016 bis 2018 in Betrieb gehen. Die geschätzten Baukosten betragen 3,46 Milliarden US-Dollar.
Im Juli 2009 kamen bei einem Erdrutsch auf der Baustelle vier Menschen ums Leben und zeitweise war der Fluss blockiert.